# Graues Baumkänguru

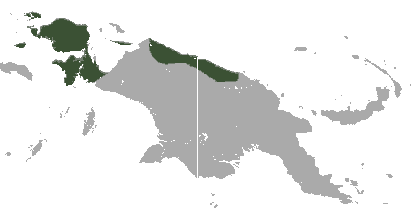
Verbreitungsgebiet des Grauen Baumkängurus

Das Graue Baumkänguru (Dendrolagus inustus) kommt im Westen Neuguineas vor. Dendrolagus inustus inustus, die Nominatform lebt auf den Halbinseln Vogelkop und Bomberai und möglicherweise auch auf den Inseln Waigeo, Misool, Salawati und Batanta, die Unterart Dendrolagus inustus finschi, kommt im nördlichen Küstengebirge von Wewak im Osten bis zur Cenderawasih-Bucht im Westen und auf der vorgelagerten Insel Yapen vor.

## Merkmale
Das Graue Baumkänguru ist ein relativ großes, langschwänziges Baumkänguru. Weibchen erreichen eine Kopfrumpflänge von 55 bis 89 cm, die vermessenen Männchen waren 57 bis 80 cm lang. Der Schwanz ist bei den Weibchen 64 bis 84 cm lang und bei den Männchen 71 bis 96 cm lang. Das Gewicht der Weibchen liegt bei 7 bis 14 kg, das der Männchen bei 11 bis 23 kg. Die Tiere sind auf dem Rücken dunkel braungrau, manchmal mit einem Stich ins rötliche. Kopf, Nacken, Bauch, Gliedmaßen und Schwanz sind heller grau. Die Zehen sind schwarz. Oberhalb der Augen ist das Gesicht dunkel graubraun bis schwarz. Die Ohren sind groß, innen weitgehend haarlos und schwarz. Der Schwanz ist bei einigen Exemplaren mit kurzen, bei anderen mit langen, wolligen Haaren bedeckt und kann leicht hell und dunkel geringelt sein. An der Schwanzbasis finden sich große Flecken haarloser Haut. Bei Dendrolagus inustus finschi soll das Gesicht dunkler sein und die Tönung der Gliedmaßen und des Schwanzes soll stärker mit der Färbung des Körpers kontrastieren.

## Lebensraum und Lebensweise
Das Graue Baumkänguru lebt in tropischen Regenwäldern in Höhen von 100 bis 1400 Metern über dem Meeresspiegel. Es ernährt sich vor allem von den Blättern der Bäume, von Kletterpflanzen und von Farnen. Es frisst sowohl in den Bäumen als auch auf dem Erdboden. Über die Fortpflanzung ist nur wenig bekannt. Weibchen bekommen ein einzelnes Jungtier pro Jahr. Dieses bleibt 6 Monate im Beutel und verlässt die Mutter wenn es etwa 12 Monate alt ist. Weibchen werden mit einem Alter von 17 Monaten geschlechtsreif. Der Geschlechtsdimorphismus hinsichtlich der Größe deutet darauf hin, dass die Männchen in intensiver Konkurrenz um die Weibchen stehen. Graue Baumkängurus leben meist einzeln.
Das Graue Baumkänguru wird von der IUCN als gefährdet („Vulnerable“) eingestuft. Hauptgrund sind der zunehmende Jagddruck durch den Menschen und der Verlust des Lebensraums durch Umwandlung in Agrarflächen.